# Euxoa inclusa
Euxoa inclusa är en fjärilsart som beskrevs av Corti 1931. Euxoa inclusa ingår i släktet Euxoa och familjen nattflyn. Inga underarter finns listade i Catalogue of Life.